# FC Seoul
FC Seoul (tiếng Hàn Quốc: FC서울) là một câu lạc bộ bóng đá chuyên nghiệp có trụ sở tại Seoul, thủ đô và thành phố lớn nhất của Hàn Quốc, chơi trong K League Classic. Câu lạc bộ thuộc sở hữu của GS Sports, một công ty con của Tập đoàn GS.
Câu lạc bộ đã được chính thức thành lập như Câu lạc bộ Bóng đá Lucky-Goldstar vào năm 1983, bởi Tập đoàn Lucky-Goldstar. FC Seoul đã giành sáu chức vô địch, 2 cúp FA, 2 League Cup và 1 Siêu cúp. FC Seoul là một trong những câu lạc bộ thành công nhất và phổ biến nhất trong K League Classic, với sự hỗ trợ tài chính từ tập đoàn GS. Năm 2012, FC Seoul được đánh giá là thương hiệu bóng đá có giá trị nhất trong K League Classic.
FC Seoul hiện đang quản lý bởi một cựu cầu thủ Hàn Quốc Hwang Sun-hong.

## Đội hình

### Cầu thủ
Tính đến 27 tháng 1 năm 2024
Ghi chú: Quốc kỳ chỉ đội tuyển quốc gia được xác định rõ trong điều lệ tư cách FIFA. Các cầu thủ có thể giữ hơn một quốc tịch ngoài FIFA.
| Số | VT | Quốc gia | Cầu thủ                                |
| -- | -- | -------- | -------------------------------------- |
| 1  | TM | Hàn Quốc | Baek Jong-bum                          |
| 2  | HV | Hàn Quốc | Hwang Hyun-soo                         |
| 3  | HV | Hàn Quốc | Kwon Wan-kyu (cho mượn từ Seongnam FC) |
| 6  | TV | Hàn Quốc | Ki Sung-yueng                          |
| 7  | TV | Anh      | Jesse Lingard                          |
| 8  | TV | Hàn Quốc | Lee Seung-mo                           |
| 9  | TĐ | Hàn Quốc | Kim Sin-jin                            |
| 11 | TĐ | Hàn Quốc | Kang Seong-jin                         |
| 13 | TV | Hàn Quốc | Go Yo-han                              |
| 14 | TV | Hàn Quốc | Lim Sang-hyub                          |
| 17 | HV | Hàn Quốc | Kim Jin-ya                             |
| 18 | TM | Hàn Quốc | Hwang Sung-min                         |
| 19 | TĐ | Hàn Quốc | Kim Gyeong-min                         |
| 20 | HV | Hàn Quốc | Kim Hyun-deok                          |
| 21 | TM | Hàn Quốc | Choi Chul-won                          |
| 22 | HV | Hàn Quốc | Lee Si-young                           |
| 23 | TM | Hàn Quốc | Seo Ju-hwan                            |
| 26 | TV | Serbia   | Aleksandar Paločević                   |
| 30 | HV | Hàn Quốc | Kim Ju-sung                            |
| 32 | HV | Hàn Quốc | Cho Young-kwang                        |

| Số | VT | Quốc gia | Cầu thủ              |
| -- | -- | -------- | -------------------- |
| 35 | TV | Hàn Quốc | Paik Sang-hoon       |
| 36 | HV | Hàn Quốc | Anh Jae-min          |
| 37 | TĐ | Hàn Quốc | Son Seung-beom       |
| 40 | HV | Hàn Quốc | Park Seong-hoon      |
| 42 | TV | Hàn Quốc | Park Jang Han-gyeol  |
| 66 | TV | Hàn Quốc | Han Seung-gyu        |
| 72 | TV | Hàn Quốc | Lee Seung-joon       |
| 81 | TV | Hàn Quốc | Hwang Do-yoon        |
| 88 | HV | Hàn Quốc | Lee Tae-seok         |
| 90 | TĐ | Đức      | Stanislav Iljutcenko |
| 94 | TĐ | Brasil   | Willyan              |
| 99 | TĐ | Syria    | Hosam Aiesh          |
| —  | HV | Hàn Quốc | Choi Jun             |
| —  | TV | Hàn Quốc | Ryu Jae-moon         |
| —  | TĐ | Hàn Quốc | Cho Young-wook       |
| —  | TĐ | Hàn Quốc | Jung Han-min         |
| —  | TĐ | Hàn Quốc | Kwon Sung-yun        |
| —  | TĐ | Hàn Quốc | Park Dong-jin        |

### Cho mượn và đi nghĩa vụ quân sự
Ghi chú: Quốc kỳ chỉ đội tuyển quốc gia được xác định rõ trong điều lệ tư cách FIFA. Các cầu thủ có thể giữ hơn một quốc tịch ngoài FIFA.
| Số | VT | Quốc gia | Cầu thủ                            |
| -- | -- | -------- | ---------------------------------- |
| —  | HV | Hàn Quốc | Lee Sang-min (tại Gimcheon Sangmu) |
| —  | HV | Hàn Quốc | Park Soo-il (tại Gimcheon Sangmu)  |

| Số | VT | Quốc gia | Cầu thủ                             |
| -- | -- | -------- | ----------------------------------- |
| —  | HV | Hàn Quốc | Yoon Jong-gyu (tại Gimcheon Sangmu) |
| —  | TV | Hàn Quốc | Ahn Ji-man (tại Gimhae FC)          |